# 柔道家
柔道家（じゅうどうか）とは、柔道を行う人（競技者）および生業としている者のこと。また、既に引退した人物（とりわけ師範など）の呼称としても用いられる。